# Macário de Constantinopla
Macário I de Constantinopla (em grego: Μακάριος) foi o patriarca grego ortodoxo de Constantinopla por duas vezes, a primeira entre 1376 e 1379 e a segunda, entre 1390 e 1391.

## Vida e obras
Macário foi nomeado patriarca em 1376 por Andrônico IV Paleólogo e coroou o imperador e seu filho, João VII Paleólogo, em 18 de outubro de 1377. Contudo, foi expulso do trono patriarcal com o retorno de João V Paleólogo e Manuel II Paleólogo em 1379.
Macário foi restaurado em agosto de 1390 quando o filho de Andrônico, o usurpador João VII Paleólogo, tomou novamente o trono e expulsou o patriarca Antônio IV de Constantinopla. Porém, menos de um ano depois, em 1391, Macário é novamente deposto por Manuel II Paleólogo.